# Alessandro Nivola
Alessandro Nivola, né le 28 juin 1972 à Boston, Massachusetts (États-Unis) est un acteur américano-britannique.
Il est le petit-fils du sculpteur sarde Costantino Nivola.

## Biographie

### Enfance
Alessandro Nivola est l'aîné des deux fils de Pietro Salvatore Nivola, professeur de sciences politiques et auteur de Laws of the Landscape: How Policies Shape Cities in Europe and America, et de Virginia (née Davis), artiste. Son grand-père est le sculpteur Costantino Nivola.

### Carrière
Il apparaît dans des films très connus, souvent ayant des petits rôles. Ce n'est qu'à partir d'octobre 2021 qu'il joue le protagoniste dans le film Many Saints of Newark - Une histoire des Soprano. Dans ce film, il joue le rôle de Dickie Moltisanti, un parrain dans les années 60-70 qui influence la future carrière de Tony Soprano.

### Vie privée
Alessandro Nivola est marié depuis janvier 2003 avec l’actrice britannique Emily Mortimer, avec qui il a deux enfants, Samuel John, dit Sam, acteur né en septembre 2003, et May Rose, née en janvier 2010. Ils vivent actuellement à Los Angeles.

## Filmographie

### Cinéma
- 1997 : Les Années rebelles (Inventing the Abbotts) de Pat O'Connor : Peter Vanlaningham
- 1997 : Volte-face (Face/Off) de John Woo : Pollux Troy
- 1998 : I Want You de Michael Winterbottom : Martin
- 1998 : Le Temps d'un orage (Reach the Rock) de William Ryan : Robin
- 1999 : Un coup d'enfer (Best Laid Plans) de Mike Barker : Nick
- 1999 : Mansfield Park de Patricia Rozema : Henry Crawford
- 2000 : Peines d'amour perdues (Love's Labour's Lost) de Kenneth Branagh : le roi Ferdinand de Navarre
- 2000 : Time Code (Timecode) de Mike Figgis : Joey Z, assistant d'Ana
- 2001 : Jurassic Park 3 de Joe Johnston : Billy Brennan
- 2002 : Imprint d'Eric Holter : Matt
- 2002 : Laurel Canyon de Lisa Cholodenko : Ian McKnight
- 2003 : Carolina de Marleen Gorris : Albert Morris
- 2004 : L'Enlèvement (The Clearing) de Pieter Jan Brugge : Tim Hayes
- 2005 : Junebug de Phil Morrison : George Johnsten
- 2005 : The Sisters d'Arthur Allan Seidelman : Andrew Prior
- 2005 : Turning Green de Michael Aimette et John G. Hofmann : Bill le bookmakeur
- 2005 : Goal! : Naissance d'un prodige (Goal !) de Danny Cannon : Gavin Harris
- 2006 : The Darwin Awards de Finn Taylor : Ad Exec
- 2007 : Grace is Gone de James C. Strouse : John Phillips
- 2007 : Goal! 2 - La Consécration (Goal II: Living the Dream) de Jaume Collet-Serra : Gavin Harris
- 2007 : La Fille dans le parc (The Girl in the Park) de David Auburn : Chris
- 2008 : The Eye de David Moreau et Xavier Palud : Docteur Paul Faulkner
- 2008 : Un amour de père (Five Dollars a Day) de Nigel Cole : Flynn
- 2008 : Who do you love? de Jerry Zaks : Leonard Chess
- 2009 : Coco avant Chanel d'Anne Fontaine : Boy Capel
- 2010 : Howl de Jeffrey Friedman et Rob Epstein : Luther Nichols
- 2010 : Janie Jones de David M. Rosenthal : Ethan Brand
- 2013 : Ginger & Rosa de Sally Potter : Roland
- 2013 : Les 3 crimes de West Memphis (Devil's Knot) d'Atom Egoyan : Terry Hobbs
- 2013 : American Bluff (American Hustle) de David O. Russell : le procureur Anthony Amado
- 2014 : A Most Violent Year de J.C. Chandor : Peter Forente
- 2014 : Selma d'Ava Duvernay : John Doar
- 2015 : Day out of days de Zoe R. Cassavetes : Liam
- 2016 : The Neon Demon de Nicolas Winding Refn : Roberto Sarno (non crédité)
- 2017 : Mae au bord de l'eau (One Percent More Humid) de Liz W. Garcia (en) : Gerald
- 2017 : Weightless de Jaron Albertin : Joel
- 2017 : Désobéissance (Disobedience) de Sebastián Lelio : Dovid Kuperman
- 2017 : A Beautiful Day (You Were Never Really Here) de Lynne Ramsay : le sénateur Williams
- 2018 : Opération Brothers de Gideon Raff : Sammy Navon
- 2019 : The Art of Self-Defense de Riley Kearns : Sensei
- 2021 : Many Saints of Newark - Une histoire des Soprano (The Many Saints of Newark) d'Alan Taylor : Richard « Dickie » Moltisanti
- 2022 : Spin Me Round de Jeff Baena : Nick
- 2022 : Amsterdam de David O. Russell : détective Hiltz
- 2023 : L'Étrangleur de Boston (Boston Strangler) de Matt Ruskin : détective Conley
- 2023 : Wildcat d'Ethan Hawke
- 2024 : The Brutalist de Brady Corbet : Attila
- 2024 : La Chambre d'à côté (The Room Next Door) de Pedro Almodóvar : inspecteur Flannery
- 2024 : Kraven the Hunter de J. C. Chandor : Aleksei Sytsevich / le Rhino
- 2025 : Downton Abbey 3 de Simon Curtis

### Télévision
- 1996 : Remember WENN (série télévisée), saison 1, épisode 10 Valentino Speaks ! de Juan José Campanella : Paul Rice
- 1996 : L'Anneau de Cassandra (The Ring) (téléfilm) d'Armand Mastroianni : Noel
- 1996 : Emma (téléfilm) de Diarmuid Lawrence : Mr Dixon (non crédité)
- 1997 : Un si joli petit casse (The Almost perfect bank robbery) (téléfilm) de David Burton Morris : Doug
- 2007 : The Company (mini-série télévisée) de Mikael Salomon : Leo Kritzky
- 2015 : Doll & Em (série télévisée) : John
- 2017 : The Wizard of Lies (téléfilm) de Barry Levinson : Mark Madoff
- 2019 : Chimerica (série télévisée) : Lee Berger
- 2020 : Black Narcissus (mini-série télévisée) de Charlotte Bruus Christensen : Mr Dean
- 2024 : The Big Cigar (mini-série télévisée) de Damon Thomas et Don Cheadle : Bert Schneider

## Voix françaises
| - Damien Boisseau dans : - L'Anneau de Cassandra (téléfilm) - The Eye - American Bluff - The Neon Demon - Opération Brothers - The Art of Self-Defense - Le Narcisse noir (en) (mini-série) - Many Saints of Newark - Une histoire des Soprano - The Big Cigar (mini-série) - Patrick Mancini dans : - L'Enlèvement - The Company (série télévisée) - Kraven the Hunter | - Cédric Dumond dans : - Goal! : Naissance d'un prodige - Goal 2 : La Consécration - Arnaud Bedouët dans : - Amsterdam - L'Étrangleur de Boston Et aussi - Jean-François Vlérick dans Volte-face - Xavier Béja dans Un coup d'enfer - Stéphane Marais dans Jurassic Park 3 - David Krüger dans Laurel Canyon - François Delaive dans A Most Violent Year - Philippe Bozo dans The Wizard of Lies (téléfilm) - Félicien Juttner dans The Brutalist |